# Benkt Sparre
Barón Benkt Sparre (2 de junio de 1918-15 de abril de 1986) fue un botánico y curador sueco, asociado del Museo Sueco de Historia Natural de Estocolmo.

## Biografía
Nació el 2 de junio de 1918 en Lidingö, cerca de Estocolmo, y murió el 15 de abril de 1986 en Estocolmo. Fue voluntario del ejército finés al comienzo de la guerra finés-rusa y en 1939 también sirvió en la segunda guerra y fue herido gravemente en el frente Hangö.
Posteriormente fue condecorado con la medalla de la libertad finesa y la medalla de conmemoración. En 1946 se fue a Sudamérica donde se quedó por más de una década, asistiendo al botánico Carl Skottsberg en las expediciones de Chile y a la isla de Juan Fernández. Numerosas publicaciones en Tropaeolaceae y Violaceae para las floras de Chile y de Argentina coronan muchas expediciones. 
A su vuelta a Suecia, en 1957, es nombrado curador asociado del Herbario de Estocolmo, permaneciendo hasta su jubilación. A comienzos de los años 60 se interesó en la flora de Ecuador realizando expediciones acompañado de su esposa. Desde 1973 edita la revista Flora of Ecuador, ISSN 0347-8742. 
- La abreviatura «Sparre» se emplea para indicar a Benkt Sparre como autoridad en la descripción y clasificación científica de los vegetales.[1]